# René Fonck

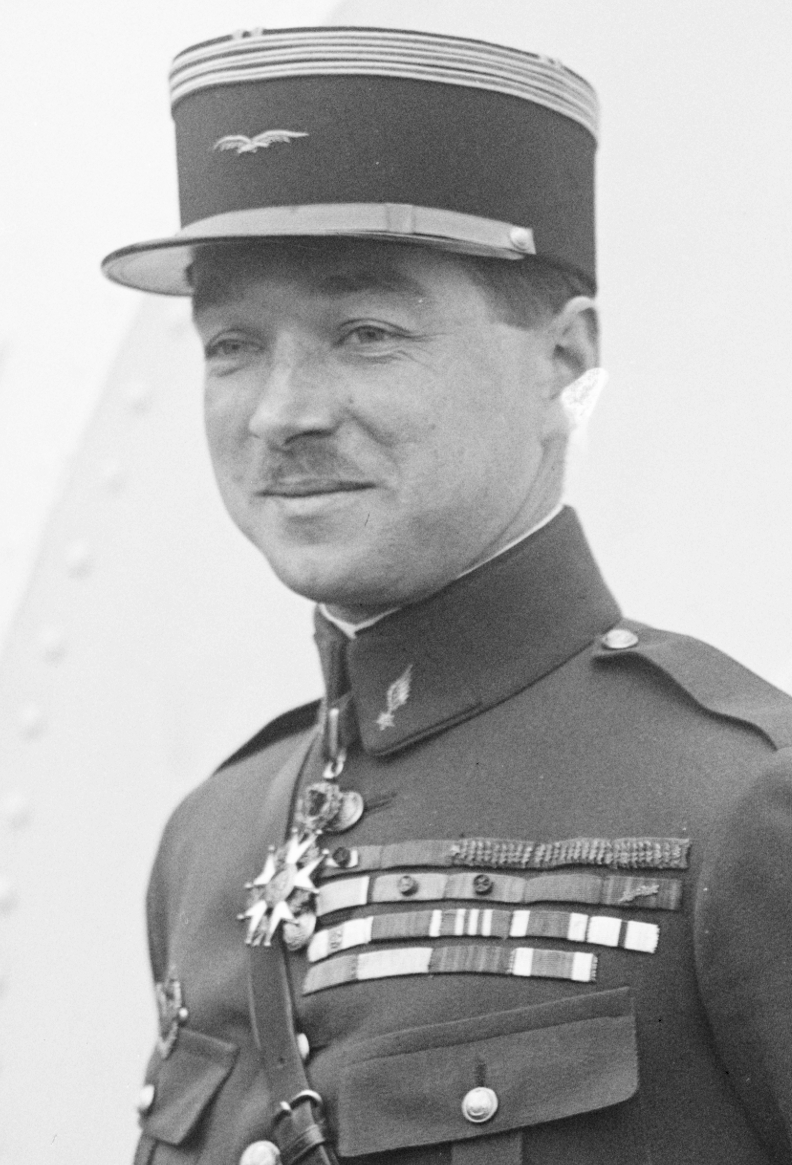
René Fonck

René Fonck (* 27. März 1894 in Saulcy-sur-Meurthe, Département Vosges; † 18. Juni 1953 in Paris) war ein französischer Jagdflieger. Mit 75 Luftsiegen war er der erfolgreichste alliierte Jagdpilot des Ersten Weltkrieges.

## Kindheit und Jugend
Fonck wurde in dem kleinen Dorf Saulcy-sur-Meurthe in den Vogesen geboren. Als Techniker begeisterte er sich schon vor Beginn des Ersten Weltkrieges für die Fliegerei und nahm Flugstunden.

## Erster Weltkrieg
Am 22. August 1914 wurde Fonck von seiner Flugschule in Dijon abberufen und zum 11e régiment du génie in Épinal, einem Pionier-Regiment, eingezogen, in dem er bis zum Frühjahr 1915 diente. Am 15. Februar 1915 gelang es ihm schließlich, zur Aéronautique Militaire versetzt zu werden, und am 1. April nahm er an der Flugschule der Firma Caudron in St. Cyr die Ausbildung zum Militärpiloten auf.
Anschließend gelangte er zur Escadrille C 47 in Corcieux, die mit Caudron-Flugzeugen ausgerüstet war und Aufklärungsmissionen durchführte. Am 25. Mai 1916 wurde sein Beobachter durch ein explodierendes Flakgeschoss tödlich getroffen, ein Schicksal, das Fonck beinahe selbst getroffen hätte. Fonck wurde wegen seiner guten Aufklärungsergebnisse mehrfach in Tagesbefehlen belobigt. Im Juli 1916 erzielte er seinen ersten Abschuss. Während eines Aufklärungsfluges am 6. August 1916 manövrierte Fonck am Steuerknüppel einer Caudron G.IV ein deutsches Aufklärungsflugzeug Rumpler C.III derart geschickt aus, dass er es ohne einen Schuss abzugeben zur Landung auf französischer Seite brachte und wurde mit der Médaille militaire ausgezeichnet.
Nach diesem und weiteren Erfolgen kam Fonck am 15. April 1917 zur Escadrille S. 103, einer Staffel der Jagdgruppe „Die Störche“ (fr. Escadrille des Cigognes), das aus den Escadrilles S. 3, S. 26, S. 73 und S. 103 bestand. Seine neue Einheit war mit Flugzeugen des Typs SPAD S.VII ausgerüstet. Dieser Doppeldecker wurde Anfang des Jahres 1916 eingeführt und galt wegen seiner Robustheit und Geschwindigkeit, etwa 190 km/h, als eines der besten Jagdflugzeuge der französischen Luftwaffe. Mit diesem Flugzeug erzielte Fonck bereits im Mai weitere fünf Luftsiege; bis Jahresende 1917 wuchs seine Abschussliste auf 19. Er wurde zum Offizier befördert und zum Ritter der Ehrenlegion ernannt.
Häufig flog er allein und erzielte zahlreiche Luftsiege. René Fonck entwickelte sich zu einem Meister im Überraschungsangriff. Im Sturzflug von oben kommend, brachte er seine Gegner oft auf kürzeste Entfernung mit nur wenigen Schüssen zur Strecke, wobei er gezielt den Piloten ins Visier nahm. Belastungen im Gefecht oder langes Fliegen in großer Höhe schienen ihm aufgrund seiner robusten Gesundheit nichts auszumachen. Bekannt für seine Kaltblütigkeit, versuchte Fonck sogar mathematische Prinzipien im Luftkampf anzuwenden und war seinen Kameraden auch im technischen Verständnis weit überlegen.
Fonck flog neben der SPAD S.VII auch die SPAD S.XIII in einer Spezialversion, die zusätzlich zum eingebauten Vickers MG über eine 37 mm-Puteaux-Kanone verfügte, die im Block des Hispano-Suiza-V-8-Reihenmotors zwischen den Zylindern eingebaut als moteur-canon durch die Nabe des Propellers schoss. Mit diesem Flugzeug vernichtete Fonck 11 feindliche Flugzeuge.
Am 9. Mai und am 26. September 1918 gelang ihm der Abschuss von sechs feindlichen Flugzeugen, was zu jener Zeit einmalig war. Wegen seiner Leistungen wurde er noch im selben Monat mit dem Croix de guerre ausgezeichnet.
Obwohl sich René Fonck mit 75 bestätigten und 52 unbestätigten Luftsiegen zum erfolgreichsten Jagdflieger der Alliierten im Ersten Weltkrieg entwickelte, blieb er stets im Schatten des legendären französischen Jagdfliegers Georges Guynemer; offensichtlich verhinderte sein distanzierter Charakter eine größere Beliebtheit. Fonck galt als ein egoistischer Angeber und war seinen Kameraden oftmals lästig. In der Luft war er jedoch ein überlegener und kluger Kämpfer, dessen Geschick ihm dazu verhalf, den Krieg ohne eine einzige Verletzung zu überleben.
René Fonck trug eine Reihe hoher Kriegsauszeichnungen, darunter als höchste das Croix de guerre mit 28 Palmen und einem Stern. Er wurde nach dem Krieg zum Kommandeur der Ehrenlegion ernannt.

## Zwischen den Kriegen
Bei der Siegesparade am 14. Juli 1919 trug René Fonck die Fahne der Luftstreitkräfte. Später engagierte sich Fonck wie auch sein Kamerad Alfred Heurteaux politisch: Als Angehöriger des nationalen „Chambre Bleu Horizon“ („horizontblau“ war die Uniformfarbe der französischen Armee, analog zur „feldgrauen“ der deutschen) und Deputierter vertrat er das Département Vosges von 1919 bis 1924. Er schrieb seine Erinnerungen und gab sie als Buch Mes combats (Meine Kämpfe) heraus, außerdem legte er seine Sicht auf die militärische und zivile Luftfahrt in dem Buch L’aviation et la sécurité française (Die Luftfahrt und die Sicherheit Frankreichs) nieder.
In seiner zivilen Karriere nach 1918 war er beim Ministerium für Luftfahrt beschäftigt. Auf offizieller Mission war Fonck in Nordafrika, Lateinamerika, Mitteleuropa und den USA unterwegs. Dort kam er 1925 mit dem Vorhaben der Amerikaner in Berührung, den Atlantik im Direktflug mit dem Flugzeug zu überqueren. Er überzeugte den aus Russland in die USA emigrierten Flugzeugingenieur Igor Iwanowitsch Sikorski, verschiedene technische Verbesserungen an dessen für den Atlantikflug vorgesehener dreimotoriger Sikorsky S-35 umzusetzen. Als Fonck am 21. September 1926 mit der insgesamt vierköpfigen Crew Fonck-Curtin-Clavier-Islamoff die überladene Maschine startete, brach deren Fahrgestell zusammen. Bei diesem Unglück kamen zwei Besatzungsmitglieder ums Leben. So gelang es schließlich Lindbergh, den vom Unternehmer Raymond Orteig dafür mit 25.000 $ gestifteten Preis für seine Atlantiküberquerung zu erringen.

## Während der Besatzungszeit
Bei Beginn des Zweiten Weltkrieges 1939 wurde Fonck reaktiviert und Inspekteur der Jagdflieger der Armée de l’air. Nach der Niederlage vom Juni 1940 bot Marschall Pétain, der „Held von Verdun“, dem Oberst der Luftwaffe an, ohne offizielle Funktion in den Dienst des Vichy-Regimes zu treten. Fonck, der als Kriegsveteran und Jagdflieger bereits aus Vorkriegszeiten die Bekanntschaft Hermann Görings gemacht hatte, sollte, wie Ministerpräsident Pierre Laval sogar angeboten haben soll, ein Geschwader von 200 Piloten zum Angriff auf Großbritannien anführen.
Fonck fiel schließlich jedoch bei Marschall Pétain in Ungnade und ging auf Distanz zu den Nazikollaborateuren des Vichy-Regimes. Die amerikanische Zeitschrift Life veröffentlichte in ihrer Ausgabe vom August 1942 eine Liste französischer „Verräter“, die nach dem Sieg der Alliierten zur Verantwortung gezogen werden sollten, auf der namentlich René Fonck, Sacha Guitry, Maurice Chevalier und andere Prominente genannt wurden.
Im Vorwort des 1941 erschienenen Buches von André Maroselli, Le sabotage de notre aviation, cause principale de notre défaite (Die Sabotage unserer Luftwaffe als Hauptgrund unserer Niederlage) stellte Fonck eingedenk der 1940 gefallenen französischen Flieger fest, dass die Verteidigung Frankreichs trotz der Tapferkeit der französischen Flieger an deren unzulänglicher materieller Ausstattung gescheitert sei.
Obwohl Fonck inzwischen eine kritische Haltung gegenüber Pierre Laval gezeigt und für Mitglieder der Résistance eingetreten war, wurde er nach der Befreiung von Paris im September 1944 dort inhaftiert und auf Intervention des Polizeichefs Edgard Pisani erst Ende 1944 freigelassen. Am 28. September 1948 wurde ihm schriftlich bestätigt, als geheimes Mitglied der Résistance gegen die deutsche Besatzung gekämpft zu haben. Sein Verhalten während der Kriegszeit bleibt jedoch weiterhin im Unklaren.

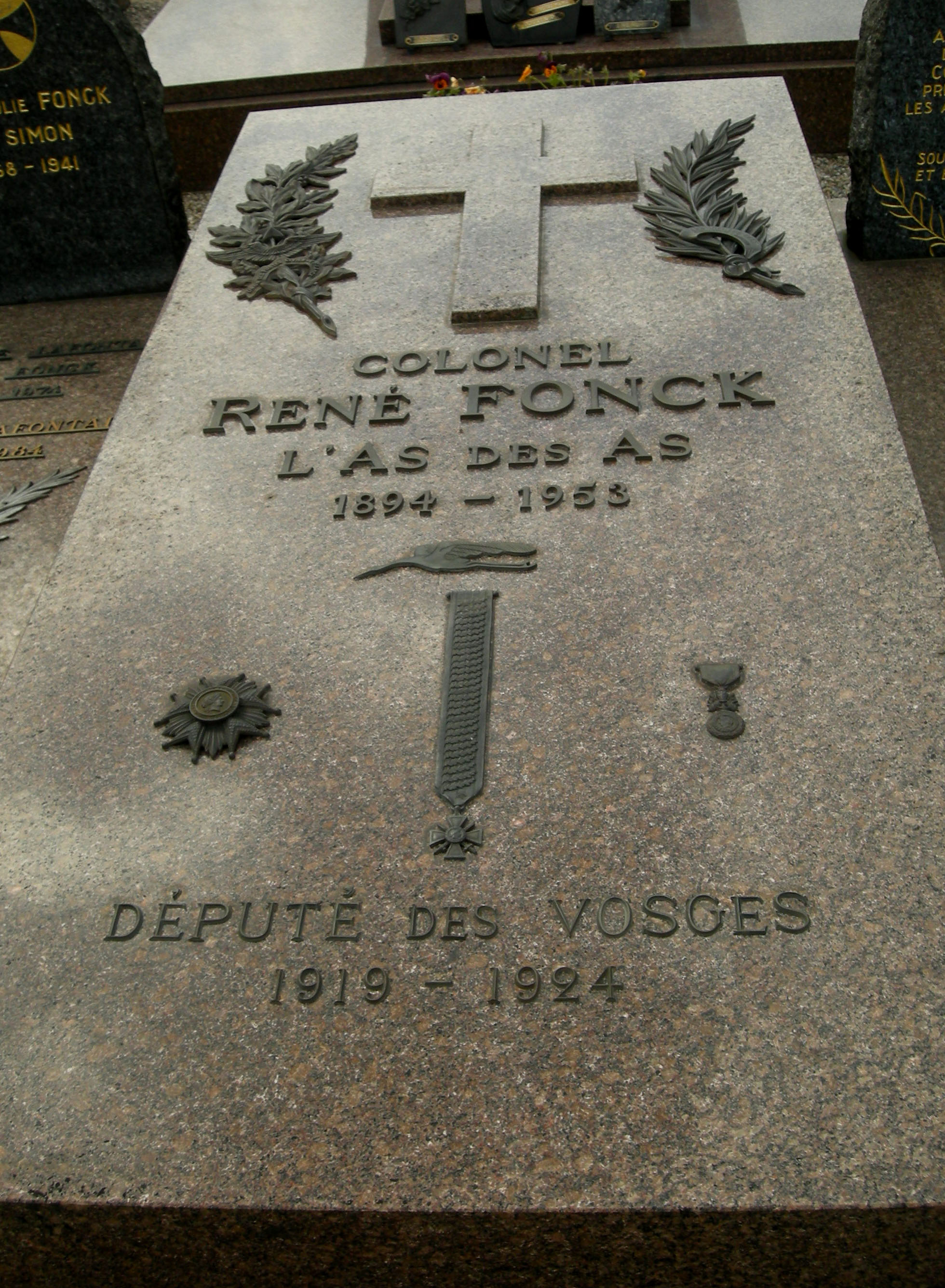
Grab von René Fonck

## Nachkriegszeit
Nach dem Krieg lebte Fonck in Paris, besuchte aber häufig sein Unternehmen „France Engrais“ in Lothringen.
Ebenso übte er als Parlamentsabgeordneter ein politisches Amt aus. Fonck wurde während des Rifkriegs vom gegen Spanien kämpfenden Abd el-Krim ersucht, beim Aufbau einer Luftwaffe für die Rifkabylen zu helfen. Fonck lehnte jedoch ab. Am 18. Juni 1953 starb er im Alter von 59 Jahren in seiner Wohnung in der rue du Cirque, Paris 8°. Er hinterließ seine Frau Irène Brillant und zwei Kinder, Edmond und Anne-Marie und ruht auf dem Friedhof von Saulcy-sur-Meurthe.
Der Flugplatz Saint-Dié - Remomeix wurde am 21. Juni 2009 auf den Namen Aérodrome René-Fonck getauft.

## Zitate
- „Ich setze meine Kugeln so ins Ziel, als würde ich sie dorthin mit der Hand platzieren.“
- „Ich fliege lieber allein … ganz allein mache ich dann die kleinen tollkühnen Sachen, die mir Spaß machen …“[5]

## Schriften
- René Fonck: Mes combats. Préface du Maréchal Foch. Editions Flammarion, Paris 1920.
- René Fonck: L’Aviation et la sécurité française. Brossard, Paris 1924.